# Атанасий II Гаврилович
Атанасий (на сръбски: Атанасије) е православен духовник, скопски митрополит (споменат в 1741 и 1747 г.) и печки патриарх от 1747 до 1752 година.

## Биография
Роден е в Скопие. Като скопски владика в 1741 година Атанасий е споменат в един миней от Лешочкия манастир.
В 1747 година като скопски владика става печки патриарх. Същата година е на канонично посещение в Сараево. По повод избирането му за патриарх Моисей Фрушкогорец пише, че то е донесло велика радост на всички сърби и българи и на всички околни краища. Придружен от йеродякона си Михаил в 1749 година патриарх Атанасий посещава Рилския манастир. Атанасий възобновява отношенията между Печката патриаршия и Карловацката митрополия, прекъснати при предходника му грък Йоаникий.
Умира в1752 година.